# Jüdischer Friedhof (Grevesmühlen)
Der Jüdische Friedhof Grevesmühlen ist ein Friedhof in Grevesmühlen (Landkreis Nordwestmecklenburg, Mecklenburg-Vorpommern). 
Der jüdische Friedhof liegt am Vielbecker Weg. Auf ihm befinden sich keine Grabsteine mehr, sondern ein Gedenkstein, der im Jahr 1948 aufgestellt wurde.

## Geschichte
Zwischen 1799 und 1877 wurden die Toten der jüdischen Gemeinde in Grevesmühlen auf dem jüdischen Friedhof in Rehna bestattet, welcher in dieser Zeit zudem auch von der jüdischen Gemeinde in Gadebusch für Bestattungen genutzt wurde. Zu diesem Zweck gab es von ca. 1811 an eine gemeinsame Bestattungsgesellschaft (Chewra Kadischa), welche bis 1845 bestand.  Nach der Auflösung waren die drei Gemeinden wieder selbstständig für ihre eigenen Bestattungen zuständig und die jüdische Gemeinde in Grevesmühlen bemühte sich ab 1859 um einen Bestattungsplatz in der Stadt. Dieses Anliegen konnte jedoch erst im Jahre 1877 verwirklicht und ein Friedhof wurde auf einem von der Stadt gepachteten Grundstück am Vielbecker See angelegt.
Bereits in den 1930er Jahren wurde dieser jedoch nicht mehr genutzt. Im Jahr 1933 emigrierten die letzten vier Juden aus Grevesmühlen. Danach verfiel der kleine jüdische Friedhof. Während der NS-Zeit – im Jahr 1940 – wurde er geschändet und zerstört. Bis heute wird der Friedhof von der Stadt gepflegt und als Gedenkstätte erhalten.